# Smiths Falls
Smiths Falls är en ort i Kanada.   Den ligger i countyt Lanark County och provinsen Ontario, i den sydöstra delen av landet, 60 km söder om huvudstaden Ottawa. Smiths Falls ligger 131 meter över havet och antalet invånare är 10 553.
Terrängen runt Smiths Falls är platt. Smiths Falls är det största samhället i trakten. 
Omgivningarna runt Smiths Falls är en mosaik av jordbruksmark och naturlig växtlighet. Runt Smiths Falls är det glesbefolkat, med 8 invånare per kvadratkilometer.